# Euderus albitarsis
Euderus albitarsis är en stekelart som först beskrevs av Zetterstedt 1838.  Euderus albitarsis ingår i släktet Euderus och familjen finglanssteklar. Arten är reproducerande i Sverige. Inga underarter finns listade i Catalogue of Life.